# Planodasys
Planodasys är ett släkte av bukhårsdjur. Planodasys ingår i familjen Planodasyidae.
Kladogram enligt Catalogue of Life:
| Planodasys | \| \| Planodasys littoralis \| \| \| \| \| \| Planodasys marginalis \| \| \| \| |
|            | \| \| Planodasys littoralis \| \| \| \| \| \| Planodasys marginalis \| \| \| \| |
|            | Crasiella                                                                       |
|            |                                                                                 |
|            | Planodasys littoralis                                                           |
|            |                                                                                 |
|            | Planodasys marginalis                                                           |
|            |                                                                                 |

|  | Planodasys littoralis |
|  |                       |
|  | Planodasys marginalis |
|  |                       |